# Quận Jones, Mississippi
Quận Jones là một quận thuộc tiểu bang Mississippi, Hoa Kỳ.
Quận này được đặt tên theo. Theo điều tra dân số của Cục điều tra dân số Hoa Kỳ năm 2000, quận có dân số 64.958 người. Quận lỵ đóng ở Laurel và Ellisville6.

## Địa lý
Theo Cục điều tra dân số Hoa Kỳ, quận có diện tích 1812 km2, trong đó có 15 km2 là diện tích mặt nước.

### Các xa lộ chính
- Interstate 59
- U.S. Highway 11
- U.S. Highway 84
- Mississippi Highway 15
- Mississippi Highway 28
- Mississippi Highway 29